# Glanzgold

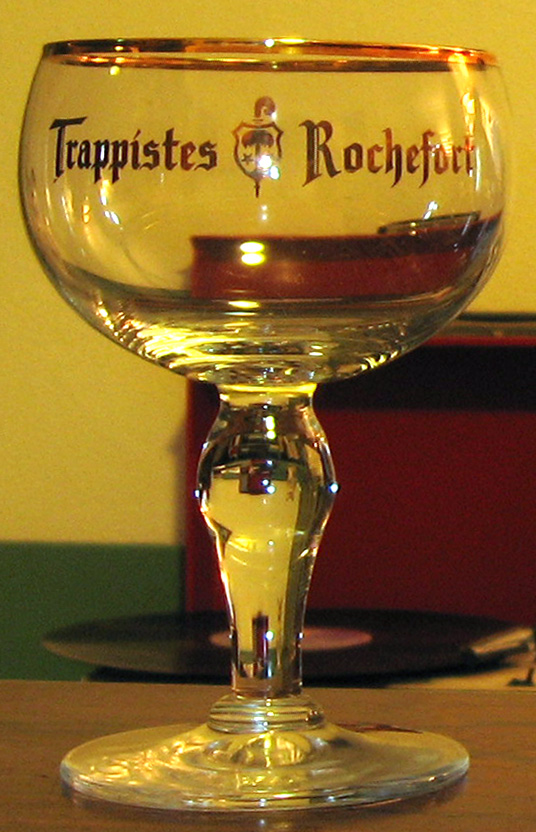
Glanzgolddekoration auf Glas

Glanzgold ist ein Edelmetallpräparat zur Dekoration von Glas und Keramik. Es ist wie alle Glanzpräparate eine ölige, schwefelhaltige und harzige Lösung und enthält Gold in Form von Gold(III)-chlorid, weiterhin Rhodium, Wismut, Lavendelöl und Harze.
Erfunden wurde Glanzgold 1827 durch Heinrich Gottlieb Kühn in der Porzellanmanufaktur Meißen. Heinrich Roessler entwickelte 1879 in seinem Unternehmen Degussa AG ein Verfahren für die industrielle Herstellung von Glanzgoldpräparaten, welches die breite Anwendung von Glanzgold ab 1880 ermöglichte. 
1896 hat unabhängig davon Richard Küch für die Firma Heraeus die verfahrenstechnischen Möglichkeiten geschaffen, Glanzgold in großem Maßstab herzustellen.

## Glanzgold
Glanzgold wird als eine braunschwarze Flüssigkeit verarbeitet. Sein Goldgehalt beträgt zwischen 6 und 25 %. Die Brenntemperatur beträgt ca. 800 °C. Es kommt im Gegensatz zu Poliergold bereits glänzend aus dem Dekorbrand, sofern die Oberfläche, auf die es aufgetragen wird, glatt ist. Auf rauen Oberflächen bleibt es matt. Mit Glanzgold wird der Arbeitsgang des Goldpolierens gespart. Außerdem ist es aufgrund des geringeren Goldgehalts und der geringen Schichtdicke von nur einem µm preiswerter als Poliergold.
Glanzgold hat einen typisch rötlich-goldenen Farbton, denn es basiert auf reinem Gold.

## Glanzzitrongold
Glanzzitrongold, auch Glanzcitrongold geschrieben oder kurz Citrongold genannt, enthält Silber. Im Allgemeinen beträgt das Gold-zu-Silber-Verhältnis 10 : 4. Deshalb zeigt dieses Glanzpräparat einen hellen Goldton.

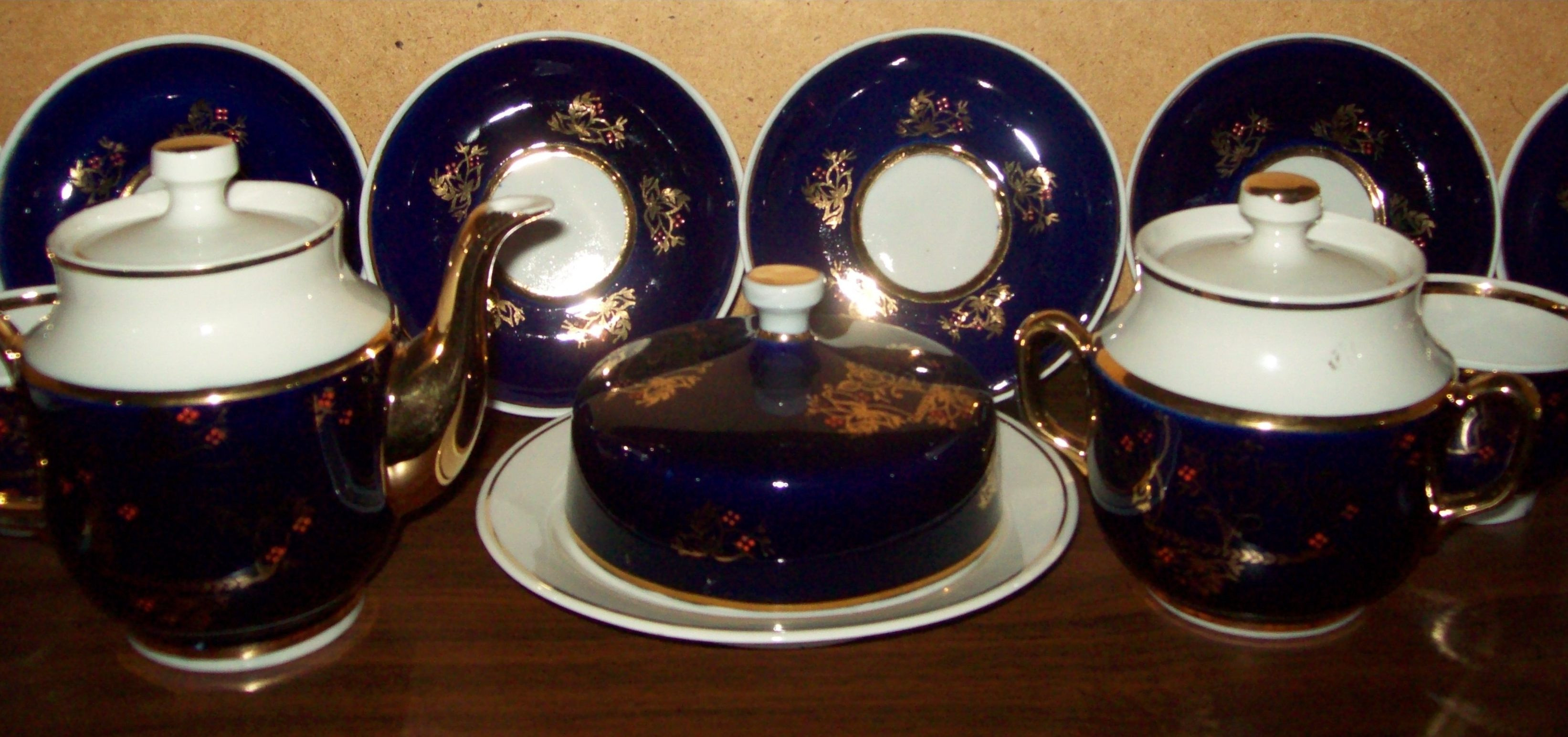
Glanzgolddekoration auf Haushaltsporzellan

## Glanzplatin
Glanzplatin enthält neben Gold noch ca. 5 % Platin. Es können noch andere Platinmetalle beigemischt sein. Es besitzt eine weißgoldene Farbe. Ansonsten ist die Herstellung und Verarbeitung dieses Glanzpräparates analog zu Glanzgold.

## Glanzsilber
Glanzsilber wird analog zu Glanzgold hergestellt und verarbeitet. Reines Glanzsilber neigt zum schwarz Anlaufen, was an der Bildung von Silbersulfid liegt. Deswegen wird anlaufsicheres Glanzsilber mit ca. 4 % Gold und ca. 1 % Platin versetzt. Immer öfter wird jedoch gleich auf Glanzpalladium ausgewichen.

## Glanzpalladium
In diesem Glanzpräparat wird Platin durch Palladium ersetzt. Es besitzt ähnlich dem Glanzplatin eine weißgoldene Farbe. Durch die Reduzierung des Goldanteils kann es eine weiße, also silberne, Farbe annehmen. Ansonsten ist die Herstellung und Verarbeitung dieses Glanzpräparates analog zu Glanzgold.